# Синицын, Василий Михайлович
Василий Михайлович Сини́цын (1912—1977) — советский геолог, геоморфолог, лауреат премии имени В. А. Обручева (1966).

## Биография
Родился 22 декабря 1911 (4 января 1912) года в городе Санкт-Петербург.
В 1929 году поступил на геологическое отделение физико-математического факультета Ленинградского университета. В 1930 году отделение было передано в Горный институт.
С 1935 года работал в различных геологических трестах.
В 1938—1941 годах учился в аспирантуре Горного института и вёл там курс «Методы геологического картирования». Защитил кандидатскую диссертацию (апрель 1941) по теме «Геология и тектоника района обисорбухского месторождения».
В 1941—1943 годах проводил геологические исследования в Западном Китае.
В 1944 году поступил в докторантуру и на работу в Институт геологических наук АН СССР.
В 1955 году защитил докторскую диссертацию (научный руководитель — академик В. А. Обручев).
С 1950 по 1961 годы — старший научный сотрудник Лаборатории геологии угля АН СССР.
С 1955 по 1956 годы — советник Академии наук КНР.
В дальнейшем работал в ЛГУ имени А. А. Жданова — старший научный сотрудник (1961), заведующий Лабораторией палеогеографии НИИ земной коры (1963—1977), декан геологического факультета ЛГУ (1965—1973). В 1964 году присвоено учёное звание профессор.
Скончался 23 января 1977 года в городе Ленинград, похоронен на Серафимовском кладбище.
В честь В. М. Синицына названа гора в Антарктиде (гора Синицына, Земля Королевы Мод, 71°29′ ю.ш., 12°55′ в.д., гора открыта и нанесена на карту в 1961 году, название присвоено не позже 1965 года).

## Награды
- 1945 — Медаль «За доблестный труд в Великой Отечественной войне 1941—1945 гг.»
- 1951 — золотая Медаль имени Н. М. Пржевальского
- 1966 — Премия имени В. А. Обручева, за монографию «Древние климаты Евразии»
- Заслуженный деятель науки и техники РСФСР[3].

## Основные публикации
- Синицын В. М. Центральная Азия. — Москва: Гос. изд-во географической литературы, 1959. — 456 с. — 4000 экз.
- Синицын В. М. Палеогеография Азии / АН СССР. М-во геологии и охраны недр. Лаборатория геологии угля. — М.; Л.: Изд-во АН СССР. Ленингр. отд-ние, 1962. — 268 с. — 1400 экз.
- Синицын В. М. Введение в палеоклиматологию. — Л.: Недра. Ленингр. отд-ние, 1967. — 232 с. — 3000 экз.
- Синицын В. М. Введение в палеоклиматологию. — 2-е изд., перераб. и доп. — Л.: Недра. Ленингр. отд-ние, 1980. — 248 с.